# ГЕС Darica 2
ГЕС Darica 2 — гідроелектростанція на півночі Туреччини. Використовує деривацію ресурсі із річки Turnasuyu Cayi, котра впадає впадає до Чорного моря за кілька кілометрів від східної околиці міста Орду.
У межах проекту річку одразу після злиття її витоків Кабалак і Хамзабей перекрили бетонною гравітаційною греблею Çambaşı висотою 60 метрів (від тальвегу) та довжиною 195 метрів, котра утримує водосховище з об'ємом 4,7 млн м3 (корисний об'єм 3,9 млн м3). Крім того, у сточище Turnasuyu Cayi по тунелю завдовжки 5,05 км подаватиметься додатковий ресурс від бетонної водозабірної греблі висотою 8 метрів та довжиною 50 метрів на потоці Армутколу-Чай.
Від греблі Çambaşı на захід під водорозділом із річкою Мелет (впадає до Чорного моря на східній околиці Орду) прокладено дериваційний тунель довжиною 7,15 км з діаметром 2,5 метра. Він переходить у напірний водовід довжиною 3,25 км з діаметром 1,5 метра. Крім того, в системі працює запобіжний балансувальний резервуар висотою 51 метр та діаметром 8 метрів.
Наземний машинний зал станції розташований на правому березі Мелету (неподалік, але на лівому березі, знаходиться аналогічна споруда ГЕС Darica 1, котра входить до складу каскаду на Мелеті). Основне обладнання станції становлять дві турбіни типу Пелтон потужністю по 37,5 МВт, які при напорі у 1043 метри повинні забезпечувати виробництво 245 млн кВт-год електроенергії на рік.
Видача продукції відбувається по ЛЕП, розрахованій на роботу під напругою 154 кВ.